# Шуми (дворянський рід)
Шуми (рос. Шумы) — козацько-старшинський, а також дворянський рід. 

## Походження
Нащадки Івана Шума, сотника Моравського (1679).

## Опис герба
У блакитному полі повернута рука, пронизана червоною стрілою навскоси у правий бік, яка тримає зелену гілку.
Щит увінчаний шляхетським шоломом і короною. На шоломі: дві вежі, з яких виставлені на древках праворуч — зелений вінок, ліворуч — білий стяг. Намет на щиті блакитний, підкладений сріблом.

## Представники
- Шум Павло Матвійович (1759—1806) — військовий діяч Російської імперії.